# Mitiakinskaja
Mitiakinskaja (ros. Митякинская) – stanica w Rosji, w obwodzie rostowskim, w rejonie tarasowskim. W 2010 liczyła 2081 mieszkańców.

## Urodzeni
- Fiodor Abramow - wojskowy (generał lejtnant), emigracyjny działacz antykomunistyczny.